# Tauriac-de-Naucelle
 Tauriac-de-Naucelle  là một xã ở tỉnh Aveyron, thuộc vùng Occitanie ở miền nam nước Pháp.